# Neurigona perplexa
Neurigona perplexa är en tvåvingeart som beskrevs av Van Duzee 1913. Neurigona perplexa ingår i släktet Neurigona och familjen styltflugor. Inga underarter finns listade i Catalogue of Life.